# Diplazium toriianum
Diplazium toriianum är en majbräkenväxtart som beskrevs av Satoru Kurata.
Diplazium toriianum ingår i släktet Diplazium och familjen Athyriaceae. Inga underarter finns listade i Catalogue of Life.